# Turisme ecològic

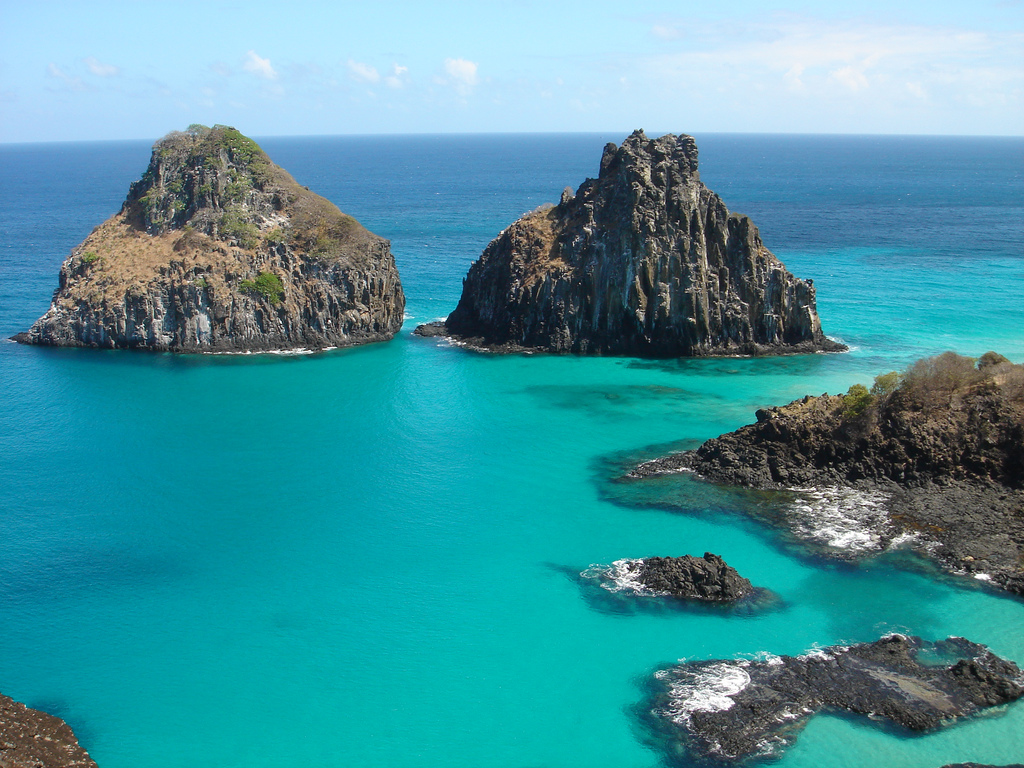
Fernando de Noronha al Brasil.

El Turisme ecològic o ecoturisme és el conjunt d'activitats turístiques enfocades en les pràctiques sostenibles, la preservació i l'apreciació del medi (tant natural com cultural) que acull els viatjants. Encara que existeixen diferents interpretacions, en general el turisme ecològic es promou com un turisme "ètic", en el qual també es considera primordial preservar el benestar de les poblacions locals, que es veu reflectit en l'estructura i el funcionament de les empreses/grups/cooperatives que es dediquen a oferir aquest servei.
Aquest moviment va aparèixer mitjan anys 1980, i ja ha reeixit atreure l'interès suficient ab l'àmbit internacional, fins a tal punt que l'ONU hi va dedicar l'any 2002. La Societat Internacional d'Ecoturisme (TIES) defineix ecoturisme com "un viatge responsable a paratges naturals que conserven l'ambient i milloren el benestar de la població local".
Malgrat la seva curta existència, l'ecoturisme és vist per diversos grups conservacionistes, institucions internacionals i governs com una alternativa viable de desenvolupament sostenible. Existeixen països com Costa Rica, Kenya, Madagascar, el Nepal i l'Equador (Illes Galápagos), on el turisme ecològic aporta una part significativa dels ingressos de les divises provinents del sector turístic, i fins i tot en alguns casos, de l'economia del país.

## Set principis

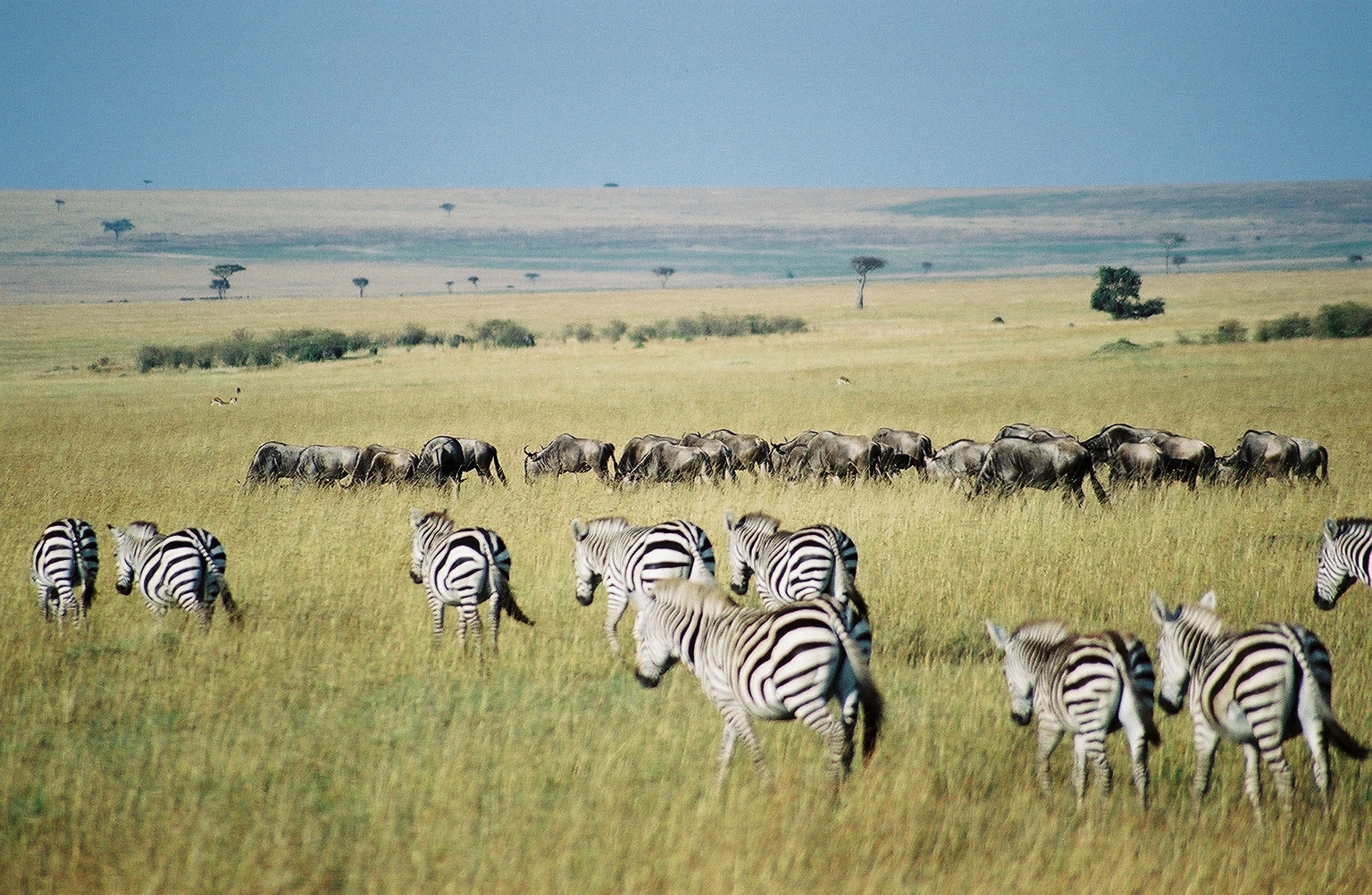
Nyus i zebres al Parc de la Reserva Maasai Mara a Kenya.

L'ecoturisme genuí segueix els set principis següents, tant per als qui operen els serveis com per als qui hi participen:
1. Minimitzar els impactes negatius, per a l'ambient i per a la comunitat, que genera l'activitat;
2. Construir respecte i consciència ambiental i cultural;
3. Proporcionar experiències positives tant per als visitants com per als amfitrions;
4. Proporcionar beneficis financers directes per a la conservació;
5. Proporcionar beneficis financers i enfortir la participació en la presa de decisions de la comunitat local;
6. Crear sensibilitat envers el clima polític, ambiental i social dels països amfitrions;
7. Donar suport als drets humans universals i les lleis laborals.

## Concepte

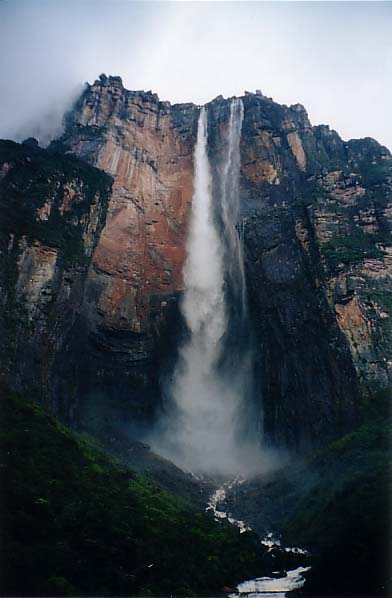
Salt Àngel, la caiguda d'aigua més alta del món, està ubicada al Parc Nacional Canaima, Veneçuela.

A la pràctica es presenta un problema per establir el que és turisme ecològic i el que no ho és. D'una banda, existeixen diverses definicions del que és ecoturisme; tampoc no existeix un òrgan a nivell internacional que reguli aquesta activitat; i a més, molts dels turistes realitzen en els seus viatges activitats d'ecoturisme combinades amb d'altres que no ho són. D'altra banda, alguns governs i empreses del sector turístic, per conveniència econòmica, tracten l'ecoturisme erròniament com l'equivalent a qualsevol classe de turisme basat en la naturalesa. Turisme d'aventura, sol i platja, acampar, pesca o qualsevol activitat turística de convivència amb la naturalesa no necessàriament és ecoturisme, en la majoria dels casos és només turisme natural o turisme verd.
Una gran part del que es mercantilitza com a ecoturisme a nivell mundial realment només és "ecoturisme lleu", o encara pitjor, el greenwashing, que és l'engany mitjançant el qual s'utilitzen imatges i l'etiqueta de turisme ecològic només com a mitjà publicitari per atreure turistes a certes activitats que en realitat no segueixen cap dels principis i pràctiques de l'ecoturisme vertader. L'exemple clàssic és el d'un gran complex hoteler de platja tradicional localitzat prop d'un lloc pristí o de bellesa singular per aprofitar-se de la seva ubicació. En general el turisme massificat produeix un impacte molt negatiu i només genera beneficis econòmics per als propietaris i les operadores de turisme, sense que existeixin beneficis per a la conservació del medi ambient ni per a la població local, excepte per als llocs de treball de baix cost. Per aquesta raó, l'ecoturisme ha estat criticat per la seva manca d'estàndards i criteris d'homologació fiables, la qual cosa permet que s'ofereixin al mercat mundial productes que no són realment ecoturisme com si ho fossin.

## Ecoturisme al món

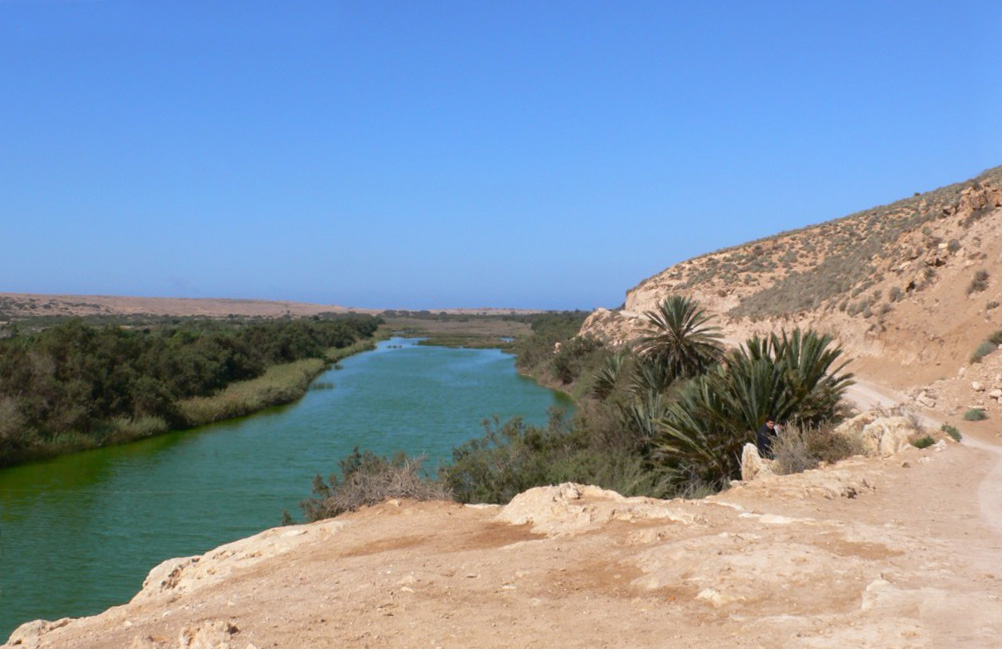
Parc Nacional de Souss-Massa, Marroc.

Resulta difícil identificar oasis d'excel·lència en la modalitat de turisme ecològic, perquè encara els llocs que compleixen tots els principis de l'ecoturisme, acaben resultant víctimes del seu èxit, en atreure quantitats més grans de turistes, i malgrat les restriccions d'ingrés que generalment existeixen, alguns impactes negatius són inevitables. Com a il·lustració es presenten alguns dels casos documentats en la literatura especialitzada.
- Illes Galápagos, Equador.[6][7]
- Parc Nacional Marí De Fernando de Noronha, el Brasil.
- Reserva Biológica Privada de Bosque Nuboso de Monteverde, Costa Rica.[8][9]
- Estació Biològica La Selva, reserva Biològica privada de l'OET, Costa Rica.[10][11]
- Parc Nacional Kruger: Sud-àfrica.
- Parc de la Reserva: Masai Mara, Kenya.
- Parc Nacional de Souss-massa, Marroc
- Parc Nacional: Turuepano Veneçuela.
- Rio Negro, Amazones.
- Parc Nacional Tingo María: Perú.

## Municipi Ecoturístic
Municipi Ecoturístic és el municipi on es practica en paisatge físic-natural o turisme ecològic, en els que els grups humans han causat poques alteracions o cap, i aquestes alteracions serien significatives. El turista s'interessa pel paisatge, per la fauna, per la flora, etc. En aquesta activitat turística no només se persegueixen els valors estètics, sinó, a vegades, també valors educatius, inclòs d'investigació.